# Ailurops melanotis
El Cuscús de las Islas Talaud (Ailurops melanotis) es una especie de marsupial de la familia Phalangeridae.

## Distribución geográfica yhábitat
Es endémica de la isla Salibabu en las Islas Talaud en Indonesia. Su hábitat natural es el bosque subtropical o bosques secos.
Están amenazados de extinción por la caza y la pérdida de hábitat.